# Perak
Perak is een staat in het noordwesten van Maleisië. De bestuurlijke hoofdstad van Perak is Ipoh.
Het staatshoofd is Azlan Shah, de 34e sultan van Perak.

## Bestuurlijke indeling
Perak is onderverdeeld in negen districten:
- Batang Padang
- Hilir Perak
- Hulu Perak
- Kerian
- Kinta
- Kuala Kangsar
- Larut, Matang dan Selama
- Manjung
- Perak Tengah